# Lisiwka (obwód żytomierski)
Lisiwka (ukr. Лісівка) – wieś na Ukrainie, w obwodzie żytomierskim, w rejonie berdyczowskim, w hromadzie Andruszówka. W 2001 liczyła 732 mieszkańców, spośród których 713 wskazało jako ojczysty język ukraiński, 17 rosyjski, a 2 mołdawski.